# ميثوغرافيا
ميثوغرافيا (بالإنجليزية: Mythography)‏ يُعرَّف، مصطلح «ميثوغرافيا»، بأنه تجميع أو وصف الأساطير بشكل عام، ويُمكن استخدام المصطلح للإشارة إلى المختارات الأدبية الخاصة بالأساطير. وبشكل غير سليم، يمكن إطلاق المصطلح على دراسات الأساطير عُمومًا. أما جامع الأساطير وكاتبها ومؤلفها فيسمى ميثوغرافي أي كاتب الأساطير أو جامع الأساطير.

## تاريخ المصطلح
المصطلح جاء من الثقافة الرومانية، وقد ظهر لأول مرة في كتابات المؤرخ سترابو في القرن الأول الميلادي، لكن، الميثوغرافيا كانت شائعة منذ 300 قبل الميلاد كأسلوب لجمع وإنشاء ووصف الأساطير وذلك من خلال ما قدمه كتاب وشعراء الميثوغرافيا الكلاسيكيون مثل هوميروس وهسيودوس ويوربيديس. ونادرًا ما تهتم الميثوغرافيا بالتفسيرات الجمالية أو التفسيرات الأخرى للأساطير، إذ كانت الميثوغرافيا أشبه ما تكون بالقواميس التي تسرد الأساطير من الألف إلى الياء. ولأنه ليس أدبًا مناسبًا، فإن العلماء المعاصرين يميلون إلى تجاهل الميثوغرافيا.